# ХК Торос
ХК Торос (рус. Хоккейный клуб «Торос») професионални је клуб хокеја на леду из града Нефтекамска у руској републици Башкортостан. Основан је 1988. под називом Торпедо.
Тренутно је члан Више хокејашке лиге (ВХЛ), другог по рангу професионалног клупског хокејашког такмичења у Русији, и двоструки победник истог такмичења. Фарм-клуб је једног од најуспешнијих колектива у КХЛ лиги Салават Јулајева.

## Историјат клуба
Први аматерски хокејашки клуб у Нефтекамску основан је 1984. под именом Торпедо. Четири године касније клуб мења име у Торос и дебитује у зонској лиги Поволжја у оквирима првенства Русије. 
Значајније успехе клуб је остварио тек крајем 2000-их година, када је прво у сезони 2009/10. освојио треће место на националном руском првенству, што је био први велики клупски успех у историји. Друго место у поменутом првенству обезбедило је хокејашима Тороса борбу за Куп отварања наредне сезоне. Ова историјска прва утакмица отварања ВХЛ сезоне одиграна је 11. септембра 2010, а екипа Тороса је славила против екипе Молот Прикамје из Перма. Био је то први трофеј у клупској историји. 
Екипа Тороса је у сезонама 2011/12. и 2012/13. у два наврата успевала да победи у свим утакмицама доигравања ВХЛ лиге и тако веже две титуле. У другој сезони у финалу плејофа савладали су екипу Рубина из Тјумења, док су у трећој сезони били бољи од казахстанске Сариарке из Карагандија.

### Омладинска школа
У оквирима клуба постоји и школа за млађе категорије играча који се такмиче у неколико узрасних категорија на регионалним лигашким првенствима. У лето 2011. на темељима резервног тима Торос 2 настала је јуниорска екипа Батира која се такмичи у јуниорској лиги (МХЛ). 

## Успеси клуба
- Отворено првенство Русије: 
  -  Друго место (1): 2009/10.
  -  Треће место (1): 2010/11.
- ВХЛ лига
  -  Победници (2): 2011/12, 2012/13.
  -  Победник Купа отварања ВХЛ-а (1): 2010, 2012, 2013.

## Ледена дворана
Екипа Тороса своје утакмице на домаћем терену игра на леду Ледене дворане Нефтекамск капацитета 2.000 седећих места. Трибине се налазе на три стране дворане, док су на четвртој семафор и коментаторске позиције. Дворана је саграђена у рекордном року за свега 6 месеци, пошто су радови почели крајем маја 2006, а свечано отварање се десило у јануару 2007. године.